# 波瀾万丈
| ウィキペディアには「波瀾万丈」という見出しの百科事典記事はありません（タイトルに「波瀾万丈」を含むページの一覧/「波瀾万丈」で始まるページの一覧）。 代わりにウィクショナリーのページ「波瀾万丈」が役に立つかもしれません。 |